# Lucius Publilius Celsus
Lucius Publilius Celsus († 118 in Baiae) war ein römischer Politiker und Senator.
Über Celsus ist trotz zweier Konsulate (Suffektkonsul 102 und Konsul 113) nur wenig bekannt. Durch ein Militärdiplom, das auf den 5. Mai 102 datiert ist, ist belegt, dass er 102 zusammen mit Titus Didius Secundus Suffektkonsul war. Als Günstling des Kaisers Trajan nahm Celsus an den Dakerkriegen teil.
Um 113/114 ließ Trajan ihm zu Ehren eine Statue errichten. Celsus war stets ein Gegner des privaten Hadrian und geriet gegen Ende von Trajans Herrschaft in den Verdacht, eine „Tyrannei“ angestrebt zu haben. Im Frühsommer 118 wurde er in Abwesenheit von Kaiser Hadrian verurteilt und in Baiae ermordet. Dies geschah auf Geheiß des Senats, angeblich gegen den Willen Hadrians, wie dieser selbst in seiner Lebensbeschreibung angibt.